# Бракеттвілл (Техас)
Бракеттвілл (англ. Brackettville) — місто (англ. city) в США, в окрузі Кінні штату Техас. Населення — 1341 особа (2020).

## Географія
Бракеттвілл розташований за координатами 29°19′6″ пн. ш. 100°24′38″ зх. д. / 29.31833° пн. ш. 100.41056° зх. д. (29.318201, -100.410503).  За даними Бюро перепису населення США в 2010 році місто мало площу 8,21 км², з яких 7,31 км² — суходіл та 0,90 км² — водойми.

## Демографія
Згідно з переписом 2010 року, у місті мешкало 1688 осіб у 598 домогосподарствах у складі 420 родин. Густота населення становила 206 осіб/км².  Було 753 помешкання (92/км²).
Расовий склад населення:
| - 85,1 % — білих - 1,6 % — чорних або афроамериканців - 0,5 % — корінних американців - 10,9 % — осіб інших рас |

До двох чи більше рас належало 1,8 %. Частка іспаномовних становила 75,7 % від усіх жителів.
За віковим діапазоном населення розподілялося таким чином: 27,4 % — особи молодші 18 років, 55,8 % — особи у віці 18—64 років, 16,8 % — особи у віці 65 років та старші. Медіана віку мешканця становила 38,6 року. На 100 осіб жіночої статі у місті припадало 103,1 чоловіків;  на 100 жінок у віці від 18 років та старших — 98,1 чоловіків також старших 18 років.
Середній дохід на одне домашнє господарство  становив 46 059 доларів США (медіана — 37 708), а середній дохід на одну сім'ю — 56 632 долари (медіана — 51 711). Медіана доходів становила 32 286 доларів для чоловіків та 19 261 долар для жінок. За межею бідності перебувало 20,1 % осіб, у тому числі 28,3 % дітей у віці до 18 років та 12,0 % осіб у віці 65 років та старших.
Цивільне працевлаштоване населення становило 807 осіб. Основні галузі зайнятості: публічна адміністрація — 27,3 %, освіта, охорона здоров'я та соціальна допомога — 21,6 %, будівництво — 16,6 %.